# El Montecillo
El Montecillo és el nom de l'estadi municipal de futbol en el qual disputa els seus partits l'Arandina Club de Futbol. Té capacitat per a 6.000 espectadors asseguts, és d'herba natural i té unes dimensions de 105 x 68 m. Va ser construït l'any 1977 per a adaptar-se als estàndards requerits per la Federació Espanyola de Futbol per als equips de competicions estatals.
El partit inaugural va ser el 8 de desembre de 1977 enfront del CD Guadalajara amb resultat de 1-0 per a l'equip local.

### Partits destacats i plens reconeguts
Els partits més destacats en l'estadi són els següents:
- En 2008 es va disputar la final de la copa del rei juvenil entre FC Barcelona i Sevilla FC
- L'estiu de 2010 es va jugar un partit de la classificació de la selecció de futbol femení entre Espanya i Anglaterra amb resultat final de 2-2.
- El 18 de juny de 2011 es produeix el primer ple reconegut en el partit d'anada de la final de play-off d'ascens a Segona Divisió "B" enfront del Alcobendas Sport i després de la compromesa situació d'una setmana tibant per assumptes extraesportius, cosa que fa que l'afició arandina es bolqui amb el seu equip com mai, aconseguint "vestir" de blanc i blau la totalitat de la capacitat. El resultat es va saldar amb 1-0 a favor del conjunt local.

### Altres instal·lacions
L'Arandina compta en els annexos a l'estadi El Montecillo amb tres camps de futbol 11 i 4 de futbol 7 (un d'herba natural i la resta d'herba artificial) on disputen les categories inferiors de la Arandina els seus partits.